# Oncidium universitas-cuencae
Oncidium universitas-cuencae là một loài thực vật có hoa trong họ Lan. Loài này được Königer & D.Vázquez mô tả khoa học đầu tiên năm 2007.